# ماکزین کلارک
ماکزین کلارک (انگلیسی: Maxine Clark; ۶ مارس ۱۹۴۹ – ) کارآفرین اهل ایالات متحده آمریکا است، که در سال ۱۹۹۷ شرکت بیلد-ای-بیر ورکشاپ را تأسیس کرد.